# 苏弗里耶尔火山

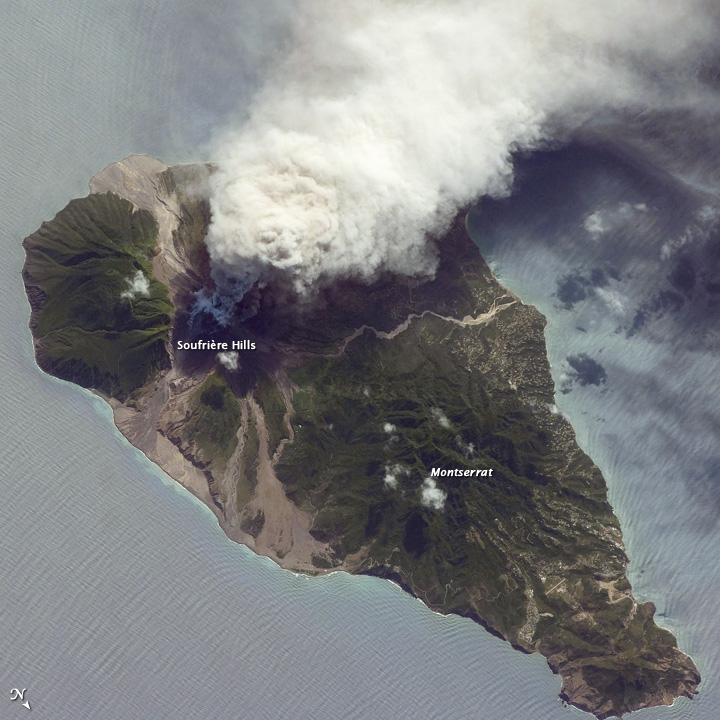
苏弗里耶尔火山於2009年的噴發，攝於該年10月11日

苏弗里耶尔火山（英語：Soufrière Hills volcano），位于西印度群岛中的蒙特塞拉特岛上，是一个成层火山，最高点海拔915米。
在1995年以前，没有关于苏弗里耶尔火山喷发记录；1995年7月18日起火山长期喷发并造成蒙特塞拉特岛的严重破坏。爆发导致岛首府普利茅斯被火山灰流冲毁，首府臨時遷移至布萊茲，岛上南部多处地區不适宜居住，三分之二人口被疏散或移民至外国。
自1995爆发年起，苏弗里耶尔火山就一直处于活跃状态。2010年2月，该火山发生了一次部分熔岩穹丘崩塌事件。崩塌事件持续近一个小时，形成了高达1万5千多米的羽状物，炽热的火山灰流漫延了400米左右。